# Duna (televízióadó)
A Duna a Duna Médiaszolgáltató első csatornája, mint nemzeti főadó, egy általános közszolgálati csatorna, amely filmeket, sorozatokat, szórakoztató és vallási műsorokat sugároz. 
Eredetileg a Duna Televízió (mint intézmény) által elindított csatorna 1992. december 24-én 17 órakor kezdte meg működését, 1996. július 1-jétől pedig az akkor az országban működő összes kábelszolgáltatónál fogható volt. A létrehozott csatorna feladata a magyarság szellemi, kulturális értékeinek közvetítése és a magyar kisebbségek identitásának, anyanyelvének, kultúrájának megőrzése elsősorban a Magyarország határain kívül élők számára. 
2006. áprilisáig egyet jelentett maga a Duna Televízió és a Duna csatorna is. 2012. július 27. óta, a köztévék arculatváltása óta csak Duna néven említik a csatornát. 
2015. március 15-én a közmédiában történt átalakítások után a magyar diaszpóra csatornából általános szórakoztató csatorna lett a magyarországi és a magyar határon túl élők számára.  
A csatorna reklámidejét az Atmedia értékesíti.

## Története

### A magyar diaszpóra csatorna (1992-2015)
Főműsoridőben olyan objektív hírműsorokat sugározott, amelyek egyetlen párt vagy csoportosulás szolgálatában sem álltak. A határon túl vagy szórványban élő magyarság műveltségének fejlesztésére oktatási, képzési célú műsorokat készített, bemutatta a tudomány eredményeit, foglalkozott a hátrányos helyzetűekkel, a gyermekekkel és az ifjúsággal, segítette az állampolgárok jogi-közéleti tájékozódását, népszerűsítette az egészséges életmódot, a környezetvédelmet, segítette a közbiztonságot, egyházi és hitéleti műsorokkal elégítette ki a hívő nézők igényét.
Kezdetben csak nappal sugárzott műsort, éjszaka pedig Képújságot. Napi 24 órában volt fogható Európa csaknem egész területén. Az M4 Sport indulása előtt sportközvetítéseket is sugárzott.

### Általános szórakoztató csatorna (2015-)
2015. március 15-től átvette a korábbi M1 helyét, így a Duna lett a nemzeti főadó. A korábbi M1-es műsorok többsége átkerült erre a csatornára. Innentől kezdve elsősorban a határon belül élő magyarság informálása, szórakoztatása a fő célja, míg társcsatornája a Duna World a világon szétszóródott magyarok számára nyújt tévézési lehetőséget. A Duna csatorna a közszolgálati médiumok tévécsatornái közül a legfontosabb, általános csatorna.

## Műsorai
1992 és 2015 között elsősorban magyar információs és kulturális műsorokat, dokumentum és – kezdetben – hazai játékfilmeket sugároztak, egy részüket a Magyar Televízió archívumából. Saját gyártású műsorai elsősorban beszélgetős, riport és dokumentum műsorok voltak.
Olyan élő közvetítések kaptak itt helyet, mint a '90-es évektől közvetített Csíksomlyói búcsú, a 2000-es évek második felétől pedig a balatonfüredi Anna-bál vagy a Debreceni Virágkarnevál.
Bár az intézmény célkitűzése szerint a csatornára tematikusként (határon túl élő magyarság kulturális adójaként) hivatkoztak, de ugyanúgy megjelentek különböző – elsősorban európai – drámasorozatok is, például: Derrick, Tetthely, Poirot. A közmédiás átszervezések idején a 2010-es évek első felében előfordultak sportközvetítések is.
A csatorna 2015. március 15-étől az összevont magyar közmédia, a Duna Médiaszolgáltató általános szórakoztató televízióadója lett.

## Nézettség
A televíziós csatornát kezdetben csak műholdas adásként sugározták (a frekvenciamoratórium miatt új földfelszíni adókat nem engedélyeztek). Némileg emelkedett a Duna TV hazai közönségaránya (évi 3,5%), ami részben annak köszönhető, hogy az I. médiatörvény miatt adásait kötelezően közvetíteni kellett minden kábelhálózaton, részben pedig az akkor még kevés elérhető magyar nyelvű csatorna miatt. De az országos kereskedelmi csatornák megjelenését követően 2% körülire csökkent le a közönségarány.
A nézettség csak a 2010-es évektől változott, amikor – a később összevont közmédia intézményrendszerek miatt – a csatornán megjelentek a rendszeres élő sportközvetítések.
A 2015-ös tematikaváltása után a közmédia vezetésének célja az volt, hogy a hírcsatornává vált M1-ről az általános szórakoztató csatornává kijelölt Dunára áttereljék nézőket, de ez összességében inkább további nézővesztéssel járt.
Hírműsorainak nézettsége este jobb eredményeket hoz, mint reggelente. Ez magyarázható azzal, hogy a reggeli műsorsávban az M1 hat órai Híradóját közvetítik, míg utána kisebbségi magazinok és ismétlések következnek. A közmédia portfóliójából ilyenkor az M1 Ma reggel című műsora rendszerint a legnézettebb. Este hat órakor közvetítenek Híradót a Dunán, viszont az összes jelentős adó ebben a sávban sugároz híreket, köztük a két legjelentősebb kereskedelmi csatorna, a TV2 és az RTL is. Ennek ellenére az MTVA híradásai közül gyakran a legmagasabb nézettséget a Dunán közvetített hat órai híradó szokta elérni.
A délelőtti sávot rendszeresen vezeti nézettségben a Család-barát című magazin, délután a különböző családi sorozatok érnek el jó számokat, este pedig a Híradó utáni sorozat 10% fölé is emeli a nézettséget.[forrás?] Közkedveltek az egykori M1-es szórakoztató műsorok, például a Fábry, a Szálka, a SzerencseSzombat, a Gasztroangyal vagy a Magyarország, szeretlek!. Főleg az idősebb korosztály kedvencei közé tartoznak a különböző kívánságműsorok: a minden hétköznap délután élőben jelentkezett a Kívánságkosár, vagy a hétköznap délutáni Önök kérték. A kulturális, vallási, nemzetiségi és határon túli magazinok pedig csak a nemzeti főadón találhatók.
Saját gyártású sorozatai közül kiemelkedő a Munkaügyek és az Egynyári kaland nézettsége, szemben a Fapadéval és a Kossuthkifliével.
2017 őszén több jelentős változáson esett át a csatorna a nyár eleji csatornaigazgató váltást követően. Először 2017 augusztus elején: a reggeli műsorsávban a hét órai helyett a hat órai M1 Híradót közvetítik, továbbá a műsorszámokat elválasztó arculatból kikerültek a 2012. július 27-e óta a közmédia főadóján látható emberek, helyettük a magyarság fontosabb helyeiről láthatóak színes fényképek. 2017. december 4-től az esti műsorrend is megváltozott, egy próbahétre. A 2015 előtti M1-hez hasonlóan az esti 19:30-as Híradóból közvetítenek 35 percet, így utána 20:15-kor kezdődik az esti műsorsáv. A hat órai Híradó így már csak az M1-en látható. Ez viszont 2017. december 11-től újra az eredeti lett.

## Arculata
A csatorna első arculatváltása 2000. december 24-én volt. 2004. április 23-tól újabb arculatváltáson esett át a csatorna. Az addigi arculatot és logót 2005. szeptember 19-én váltotta a csepp motívum, 2005. november 26-tól pedig a logót frissítették.
2015. május 27-től a bal felső sarokban lévő DUNA logóban szereplő hullám kékről fehérre változott.
2022. január 22-én a csatorna új arculatot kapott, amit a Duna World is átvett. Az arculatváltással megújultak a műsorok díszletei is.

### Logói

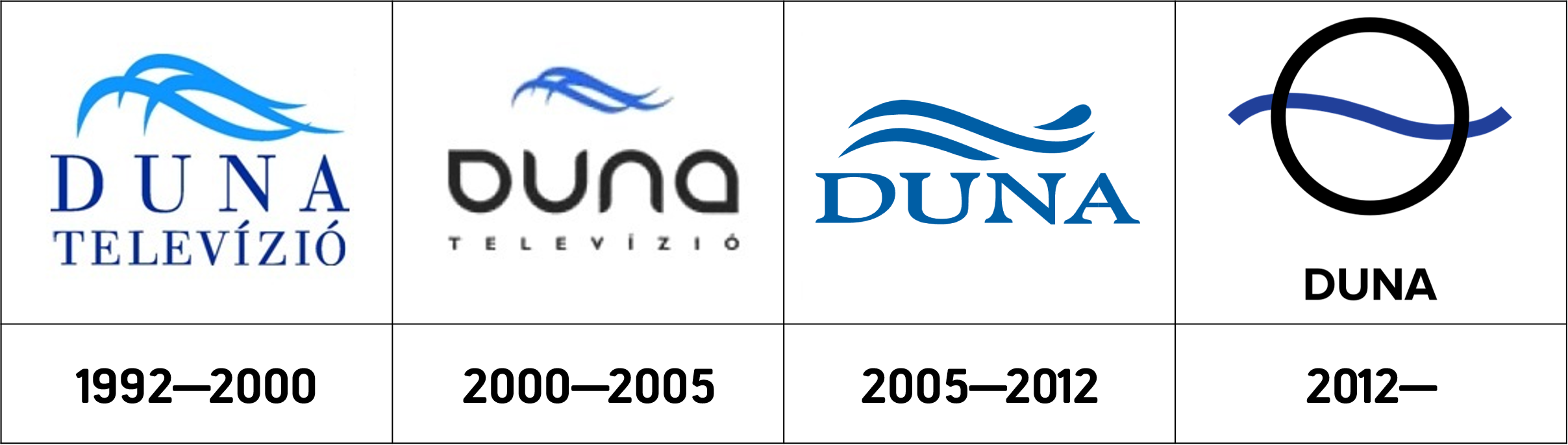
A Duna logói 1992-től napjainkig

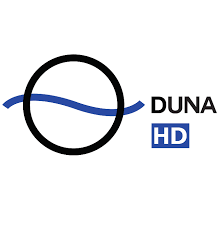
A HD adást jelző logó (2012–2013)

## Adásidő
2015. március 15-től 0–24-ben látható rajta műsor. Előtte reggel 6-tól másnap éjjel 2 óráig, napi 20 órában volt műsora.